# Pablo Pacheco
Pablo Pacheco fou un futbolista peruà.

## Selecció del Perú
Va formar part de l'equip peruà a la Copa del Món de 1930 però no arribà a disputar cap partit. Pel que fa a clubs, fou jugador de Universitario de Deportes.